# نولان صغير الأزهار
نولان صغير الأزهار (الاسم العلمي:Nolana parviflora) هو نوع نباتي يتبع جنس النولان من فصيلة الباذنجانية.